# Yangambi flygplats
Yangambi flygplats (franska: Aéroport de Yangambi) är en flygplats anlagd 1959 vid orten Yangambi i Kongo-Kinshasa. Den ligger i provinsen Tshopo, i den centrala delen av landet, 1 200 km nordost om huvudstaden Kinshasa. Yangambi flygplats ligger 420 meter över havet. IATA-koden är YAN och ICAO-koden FZIR. Den används nästan inte längre men var 2020 fortfarande möjlig att trafikera.